# KBS京都エキサイティングナイター
『KBS京都エキサイティングナイター』（ケービーエスきょうと エキサイティングナイター）は、京都放送（KBSラジオ）で放送されているプロ野球中継である。
かつてはKBSテレビと名称を揃え、『KBS京都エキサイトナイター』とともに『KBSパーフェクトナイター』と名乗っていた。

## 概要
放送開始当初はラジオ関東（現在のラジオ日本）制作の中継を放送していた他、ラジオネットワークの本格発足前は、ラジオ東京→TBSラジオ制作の中継が放送されることもあり、一方では時折関西圏で開催の試合の自社制作を行うこともあった。
実例として、1961年10月6日には、阪神対広島戦（甲子園）を中国放送（RCC）にネットしている（解説：土井垣武、実況：今福。出典：読売新聞、1961年10月6日、ラジオ・テレビ欄）
1978年よりNRNのナイターに切り替えた。また、日本シリーズは2002年シーズンから放送されていない。
番組開始当初は試合開始～終了までの完全放送だったが、自社制作の深夜番組「ハイヤングKYOTO」の開始に伴い、それを放送する時間の確保の観点から、最大延長を22:30までに設定、その場合には「ハイヤングKYOTO」の放送時間を短縮する代わりとして、21:30からの定時番組を延期する対応をとっていた。一時期は月曜日も予備番組の『歌謡大全集』をネットしたこともあったが、1980年代後半以後は月曜ナイターの放送をやめた。さらに2000年代に入ると、デーゲームの開催比率が増えたため、週末のナイターも段階を追って放送廃止となり、2006年からは火曜日も通年でナイターとは関係ない番組の放送を開始したため廃止され、水・木・金の18時00分-21時00分のみとなり、延長オプションの時間も短縮→21時台後半の定時番組と22時からの『レコメン!』（原則として文化放送からのネット受け）の放送時間枠確保の観点で、試合展開に関らず延長が廃止され、21時までとなった（2011年までは『レコメン!』をネットするため21時20分、それ以前は22時30分まで）。
2016年シーズンまでは上記の日程での放送だったが、2017年シーズンから水曜日18時00分から19時00分に通年の新番組『河内先生のeyeの相談室』が設けられたため19時00分開始の2時間枠に短縮（木・金は従前に同じ）となったが、番組終了に伴い2018年8月からは水曜日の放送も18時開始の3時間枠に戻された。しかしこの年を最後に水曜日のナイター放送も廃止され、通年でナイターとは関係がない定時番組へ移行、2019年からは木・金曜日の週2回放送となり現在にいたっている。
KBSラジオはNRNのみに加盟しているため、主にニッポン放送（土・日の放送があったときは文化放送も）やNRN系列局が制作する巨人戦をネットしている（他にヤクルト・横浜DeNAの主催試合や、巨人の試合がない日にはその他のカードをネットすることもある）。
関西には同じNRNに加盟するABCラジオとMBSラジオがあるが、共に自社制作の阪神戦を主に放送するため、中継カード自体が重ならない日が多い（KBSで阪神戦を放送する日はこの限りではないが、ABC・MBSが聴取率調査期間に自社向けとNRN向けを別制作した場合、KBSは全国向けを放送するため、内容は重複しない）。
プロ野球だけでなく、女子プロ野球・京都フローラのゲームを年数回程度中継している。2011年は7月31日・9月25日に放送され、解説はスーパーバイザーの太田幸司が務めた。この中継を除き、KBSは長らく自社制作を行わなかった。

2015年7月30日には、京都市西京極総合運動公園野球場で行われるオリックス対北海道日本ハム戦をMBSの制作（裏送り）で中継。オリックスの西京極での主催試合は実に26年ぶりで、この中継はSTVアタックナイターにもネットされた。KBSでは21時以降の延長対応はしないものの、この中継は試合終了まで放送された。
2018年5月27日には、オリックス対ロッテ戦（京都市西京極総合運動公園野球場・デーゲーム）で「亀のマークのキョウテク スポーツスペシャル」として久々に自社制作のNPB中継を行う。解説はオリックスOBの星野伸之が、実況はKBS京都アナウンサーの澤武博之が担当し、ゲストにかみじょうたけし、山田久志（1回裏）、中村静香（2回表）が出演。
過去の放送スケジュール
- 1976年 - 1977年…土曜日・日曜日
- 1978年 - 2004年…月曜日以外の毎日[7]
- 2005年…火曜日 - 土曜日
- 2006年 - 2008年…水曜日 - 土曜日
- 2009年 - 2018年…水曜日 - 金曜日
- 2019年 - 2024年（現在）…木・金曜日

## 制作担当局
| 地域（球団）／曜日         | 木  | 金  |
| 北海道（日）               | STV | STV |
| 宮城（楽）                 | TBC | TBC |
| 関東（巨・ヤ・横・西・ロ） | LF  | LF  |
| 東海（中）                 | SF  | SF  |
| 近畿（神・オ）             | MBS | ABC |
| 広島（広）                 | RCC | RCC |
| 福岡（ソ）                 | KBC | KBC |
| -------------------------- | --- | --- |